# جمال عبد الحميد
جمال عبد الحميد (مواليد 24 نوفمبر 1957) هو لاعب كرة قدم مصري دولي سابق، وأحد أبرز لاعبي الزمالك في الثمانينات وأوائل التسعينات. وحمل شارة قيادة منتخب مصر في كأس العالم 1990 في إيطاليا. هو أحد أعضاء قائمة نادي المائة في الدوري المصري، حيث يحتل المركز التاسع برصيد (101 هدف). اعتزل اللعب عام 1993.

## حياته المهنية

### المسيرة الاحترافية
النادي الأهلي
بدأ جمال عبد الحميد مشواره الكروي باللعب في مركز شباب عين الصيرة، وبعدها خاض اختبارات بنادي 54 الحربي عام 1976، والتقطه تشيكو وقدمه للكابتن عوضين مدرب شباب الأهلي. بدأ مشواره الاحترافي مع الأهلي في 24 أبريل 1977، عندما دخل بديلًا لمهاجم الأهلي محمود الخطيب في بداية الشوط الثاني أمام السكة الحديد في الأسبوع السادس والعشرين من الدوري المصري الممتاز، وسجل أول أهدافه بعد 23 دقيقة فقط من مشاركته. استمرت مسيرته مع النادي الأهلي 6 سنوات حتى تعرض لإصابة خطيرة في 10 أكتوبر 1982 في كرة مشتركة مع حارس المرمى إكرامي، غيرت مساره الكروي تمامًا. وشهد مشواره مع النادي الأهلي مشاركته في 110 مباراة، سجل خلالها 33 هدفًا، منها 28 هدفًا بالدوري في 91 مباراة، و3 أهداف في 10 مباريات بكأس مصر، وهدفين إفريقيين في 9 مباريات. وحقق مع الأهلي 8 بطولات في 6 سنوات منها 5 بطولات دوري أعوام 1976-77، 1978-79، 1979-80، 1980-81، 1981-82، ولقبين في كأس مصر عامي 1978 و1981، وأول بطولة أفريقية للأهلي عام 1982، وكان هداف الأهلي مع الخطيب في الدوري المصري الممتاز موسم 1978-79 برصيد 7 أهداف.
نادي الزمالك
غاب عبد الحميد عن موسم 1982-83 بسبب الإصابة بعد أن استغنى عنه النادي الأهلي، فتعاقد معه نادي الزمالك عندما اختاره مدرب الزمالك أحمد رفعت، ليبدأ في كتابة تاريخ جديد له مع ناديه الجديد على مدار 10 مواسم متتالية. وسجل 96 هدفًا بقميص نادي الزمالك عبر 232 مباراة، ليخلف عبد الحليم علي وحسن شحاتة كأفضل هدافي نادي الزمالك عبر التاريخ. وسجل عبد الحميد 73 هدفًا للقلعة البيضاء في الدوري المصري الممتاز، ليحتل المركز الرابع في قائمة هدافي نادي الزمالك خلف عبد الحليم علي وعلي خليل وحسن شحاتة، متقدمًا على حمادة إمام بهدف واحد، وهو رقمه القياسي في 188 مباراة.
أصبح جمال عبد الحميد خامس لاعب يسجل 100 هدف في تاريخ الدوري المصري، عندما سجل هدفًا في مرمى الإسماعيلي في الجولة الثانية من موسم 1992–93، برصيد 101 هدفًا في 279 مباراة بالدوري، وجاء في المركز التاسع في قائمة الهدافين على مر العصور. وسجل 7 أهداف في كأس مصر في 12 مباراة، ليصل عدد أهدافه في المسابقات المحلية إلى 111 هدفًا في 301 مباراة مع الناديين اللذين لعب لهما. كما سجل عبد الحميد 16 هدفًا أفريقيًا في 31 مباراة، بقميص الزمالك. كما سجل هدفًا في مشاركة واحدة في الكأس الأفروآسيوية للأندية عام 1987. حقق عبد الحميد 9 ألقاب مع نادي الزمالك، منها 4 ألقاب دوري في مواسم؛ 1983–84، 1987–88، 1991–92، 1992–93. كما فاز في كأس مصر بلقب وحيد عام 1988، وفاز بلقب دوري أبطال أفريقيا مرتين عامي 1984 و1986، وحقق اللقب الأفروآسيوي عام 1987. وحصل على لقب هداف الدوري المصري الممتاز موسم 1987-88.
المنتخب الوطني
بدأ مشواره مع المنتخب المصري لكرة القدم في عام 1979 عندما ضمه عبد المنعم الحاج مدرب المنتخب الوطني آنذاك إلى صفوفه للمشاركة في تصفيات الألعاب الأولمبية الصيفية 1980. ولعب أول مباراة له ضد كينيا على ملعب الزمالك وفازت مصر بنتيجة 3–0. بحلول عام 1984، أصبح عبد الحميد أحد نجوم كرة القدم المصرية وشارك مع منتخب بلاده في الفوز بكأس الأمم الأفريقية 1986 التي أقيمت في مصر. ثم أصبح قائدًا لمصر في دورة الألعاب الأفريقية 1987 في نيروبي وفازت مصر بالميدالية الذهبية. كما كان هدافًا لكأس الأمم الأفريقية 1988. ثم قاد عبد الحميد مصر للوصول إلى كأس العالم 1990 ثم المشاركة في مرحلة المجموعات. سجل 24 هدفًا دوليًا لبلاده.

### بعد الاعتزال
بعد اعتزال جمال عبد الحميد كرة القدم، اتجه للتدريب لفترة قصيرة في نادي الحزم السعودي عام 2003، ثم قام بتدريب نادي التعاون لموسم 2003-04، وكلاهما في الدوري السعودي للمحترفين. انتقل بعد ذلك عبد الحميد إلى مجال الإدارة الرياضية وشغل منصب عضو مجلس إدارة نادي الزمالك لأكثر من فترة. كما يعمل محللاً لكرة القدم في التلفزيون للقنوات الرياضية المصرية.

## ألقاب
النادي الأهلي
- الدوري المصري: 1978–79، 1979–80، 1980–81، 1981–82
- كأس مصر: 1977–78، 1980–81
- كأس إفريقيا للأندية البطلة: 1982

نادي الزمالك
- الدوري المصري: 1983–84، 1987–88، 1991–92، 1992–93
- كأس مصر: 1987–88
- كأس الصداقة المصرية: 1986
- كأس إفريقيا للأندية البطلة: 1984، 1986
- الكأس الأفروآسيوية للأندية: 1987

المنتخب الوطني
- كأس الأمم الأفريقية: 1986
- الألعاب الأفريقية: 1987

ألقاب فردية
- هداف كأس إفريقيا للأندية البطلة: 1986
- هداف كأس الأمم الأفريقية: 1988
- هداف الدوري المصري: 1987–88
- قائد منتخب مصر في كأس العالم 1990
- عضو في قائمة نادي المائة في الدوري المصري

## روابط خارجية
- جمال عبد الحميد على موقع الاتحاد الدولي (مؤرشف)  (الإنجليزية)
- جمال عبد الحميد على موقع قاعدة بيانات كرة القدم.إي يو (الإنجليزية)
- جمال عبد الحميد على موقع ناشيونال فوتبول تيمز (الإنجليزية)
- جمال عبد الحميد على موقع Soccerway.com (الإنجليزية)